# When You Tell Me That You Love Me
"When You Tell Me That You Love Me" là bài hát năm 1991, do Albert Hammond và John Bettis sáng tác, và được phát hành dưới dạng đĩa đơn bởi ca sĩ nhạc soul người Mỹ Diana Ross.

## Danh sách track
UK 12-inch vinyl (12 EM 217)
1. "When You Tell Me That You Love Me" (LP Version) – 4:14
2. "Chain Reaction" (12" Version) – 3:50
3. "You and I" – 4:06

UK CD maxi (CDEM 217, 20 5600 2)
1. "When You Tell Me That You Love Me" (LP Version) – 4:14
2. "Chain Reaction" (12" Version) – 3:50
3. "You and I" – 4:06

US 12-inch vinyl (L33-1643)
1. "When You Tell Me That You Love Me" (LP Version) – 4:10
2. "When You Tell Me That You Love Me" (LP Version) – 4:10

US cassette single" (MOTCS-2139)
1. "When You Tell Me That You Love Me" (LP Version) – 4:10

## Phiên bản của Westlife
"When You Tell Me That You Love Me" là đĩa đơn thứ hai phát hành từ album phòng thu thứ sáu của Westlife, Face to Face (2005).

### Danh sách track
UK CD1
1. "When You Tell Me That You Love Me" (Single Mix) – 4:10
2. "White Christmas" – 2:24
3. "The Way You Look Tonight" (Westlife Only Version) – 3:09

UK CD2
1. "When You Tell Me That You Love Me" (Single Mix) – 4:10
2. "If I Let You Go" (Acoustic Version) – 3:39

### Bảng xếp hạng
| Bảng xếp hạng (2005)    | Vị trí cao nhất |
| ----------------------- | --------------- |
| Ireland (IRMA)          | 2               |
| Hà Lan (Single Top 100) | 45              |
| Romania                 | 80              |
| Nga Airplay (Tophit)    | 186             |
| Scotland (OCC)          | 2               |
| Anh Quốc (OCC)          | 2               |
| Anh Quốc Download (OCC) | 35              |